# Hellmuth Seidenfus
Hellmuth Stefan Seidenfus (geb. 5. Mai 1924 in Mannheim; gest. 15. September 2001) war ein deutscher Verkehrsökonom. Er war seit 1960 Professor, zunächst in Gießen und zwischen 1964 und 1989 an der Universität Münster.
Seidenfus studierte ab 1950 an der Universität zu Köln Volkswirtschaft und promovierte 1954 mit einer Arbeit über die kontinentalen Nordseehäfen und die deutsche Binnenschifffahrt. Anschließend arbeitete er dort als wissenschaftlicher Assistent, nach seiner Habilitation 1958 als Privatdozent für Verkehrswissenschaft. 1960 wurde er ordentlicher Professor für Verkehrswissenschaft in Gießen. 1964 übernahm er die Professur und die Leitung des Instituts für Verkehrswissenschaft in Münster von Andreas Predöhl. Dort war er bis zu seiner Emeritierung 1989 aktiv, auch als Autor und Herausgeber zahlreicher Publikationen. Seidenfus war in dieser Zeit auch Mitglied des wissenschaftlichen Beirats beim deutschen Bundesverkehrsministerium. Außerdem war er Präsident der Deutschen Verkehrswissenschaftlichen Gesellschaft.
Oliver Schwedes bezeichnete ihn und Karl Oettle als wichtigste Vertreter einer gemeinwirtschaftlichen Tradition der Verkehrspolitik.

## Werke (Auswahl)
- Verkehrsmärkte. Marktform, Marktbeziehung, Marktverhalten. Basel/Tübingen 1959
- Energie und Verkehr. Basel/Tübingen 1960
- Konsequenzen der Verkehrslenkung in der Marktwirtschaft. Genf 1968
- Möglichkeiten der Transportrationalisierung zur Sicherung der internationalen Wettbewerbsfähigkeit der deutschen Montanindustrie. Göttingen 1985